# Kumskaja kraftverk
Kumskaja kraftverk (ryska: Кумская ГЭС) är ett ryskt vattenkraftverk i Koundaälven i Karelen, Ryssland.
Bygget startade 1955 och kraftverket invigdes 1962. Det ägs och drivs av det ryska energiföretaget TGK-1, ett dotterbolag till Kolskenergo (Kola energi).
Kumskaja kraftverk utnyttjar ett fall på 32 meter i älven. Det har två Kaplanturbin med en installerad effekt av totalt 80 MW. Under början av 2010-talet renoverades anläggningen och turbinerna.